# Национальная библиотека Исламской Республики Иран
Национальная библиотека и архив Исламской Республики Иран (перс. كتابخانه ملي ايران‎) — национальная библиотека и центральное хранилище печати Исламской Республики Иран, комплексный библиотечно-информационный, научно-исследовательский, образовательный, культурный и издательский центр государства, координационный центр в области национальной информационной политики Ирана. Основные помещения библиотеки и архива находятся в Тегеране.

## История
История создания Национальной библиотеки Ирана началась в 1852 г., когда в Тегеране начало работу медресе Дар-аль-фонун, при котором была создана небольшая библиотека по европейскому образцу. Коллекция книг этой учебной библиотеки стала ядром фонда будущей национальной библиотеки, открытой в 1937 г. Следующей вехой в формировании основы для создания национальной библиотеки стало открытие в 1897 г. в Тегеране просветительского общества «Моареф». На первом году своей деятельности общество построило рядом с медресе Дар-аль-фонун Национальную просветительскую библиотеку (здесь термин «национальная» (мелли) указывает на негосударственный статус данного учреждения). В 1905 г. Национальная просветительская библиотека и библиотека при медресе Дар-аль-фонун были объединены в Национальную библиотеку наук. Далее библиотека несколько раз переименовывалась: Просветительская библиотека (1919), Публичная просветительская библиотека (1934). В 1936 г. была принята концепция преобразования Публичной просветительской библиотеки в Национальную библиотеку Ирана. В 1937 г. для библиотеки было построено новое здание, которое, вместе с Музеем Древней Персии, создает единый архитектурный ансамбль на майдане Машг (Тегеран).

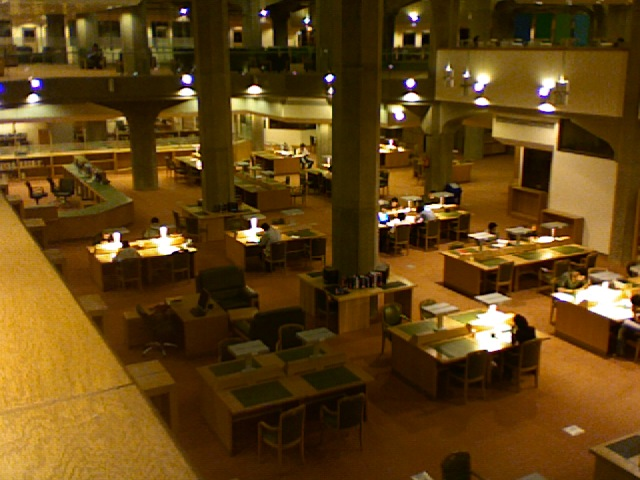
Интерьер нового здания библиотеки

В 2001 г. Национальный архив и Национальная библиотека Ирана были объединены в единую организационную структуру.